# Глобочица (Гора)
Глобочица је горанско село у Општини Гора, на Косову и Метохији. По законима привремених институција Косова ово насеље је у саставу општине Драгаш. Глобочица је горанско село (муслиманско село српског говорног језика) у шарпланинској жупи Гори.

## Демографија
Насеље има горанску етничку већину.
Број становника на пописима:
- попис становништва 1948. године: 648
- попис становништва 1953. године: 683
- попис становништва 1961. године: 757
- попис становништва 1971. године: 813
- попис становништва 1981. године: 1002
- попис становништва 1991. године: 968

### Попис2011.
На попису становништва 2011. године, Глобочица је имала 960 становника, следећег националног састава:
| Попис 2011.‍ | Попис 2011.‍ | Попис 2011.‍ | Попис 2011.‍ | Попис 2011.‍ |
| ----------- | ----------- | ----------- | ----------- | ----------- |
|             |             |             |             |             |
| Горанци     | Горанци     |             | 871         | 90,72%      |
| Бошњаци     | Бошњаци     |             | 66          | 6,87%       |
| Срби        | Срби        |             | 5           | 0,52%       |
| Албанци     | Албанци     |             | 2           | 0,20%       |
| остали      | остали      |             | 14          | 1,45%       |
| неизјашњено | неизјашњено |             | 2           | 0,20%       |
| укупно: 960 |             |             |             |             |